# 金伯利 (北开普省)
金伯利（Kimberley）是南非中部城市和北开普省的首府。它位于法爾河与奥兰治河交汇处附近，1871年随着钻石的发现而建立，城名則取自當時英國駐南非殖民總督金伯利伯爵，是世界上著名的钻石中心。其中最大的为金伯利矿，占地17万平方米，深240米，钻石产量达到3吨，但已於1914年关闭。
该市在第二次布尔战争期间曾遭围困。
城市主要工业为机械工程、制衣和钻石切割。
金伯利进程国际证书制度以该市命名。